# 金融検査部
金融検査部（きんゆうけんさぶ）は大蔵省に置かれていた部署。

## 概要
1948年7月5日、銀行局監査課の廃止とともに検査部が設置された。1992年、検査の独立性の観点から銀行局検査部を廃止。大臣官房に金融検査部を設置した。1998年の財金分離により、機能は金融監督庁検査部（後、金融庁検査局）へ移された。

## 所掌事務
所掌
大蔵省組織令（平成6年12月26日政令第413号）第4条に所掌事務が規定されている。
```
（大臣官房の事務）
第4条 大臣官房においては、大蔵省の所掌事務に関し、次の事務をつかさどる。 
 十六 金融検査に関すること。
2 金融検査部においては、前項第十六号に掲げる事務をつかさどる。
3 第一項第十六号に規定する金融検査とは、次に掲げる検査（
証券取引等監視委員会
の所掌に属するものを除く。）をいう。 
 一 
証券取引法
（昭和23年法律第25号）第55条、第65条の2第7項、第79条の14、第154条及び第156条の13、
外国証券業者に関する法律
（昭和46年法律第5号）第21条、証券投資信託法（昭和26年法律第198号）第21条第1項並びに
有価証券に係る投資顧問業の規制等に関する法律
（昭和61年法律第74号）の規定に基づく検査。
 二 
金融機関
（大蔵省設置法（昭和24年法律第144号。以下「法」という。）第4条第88号、第89号、第92号、第93号及び第96号に規定する者をいう。）の業務及び財産の検査並びに次に掲げる検査。
  イ 
預金保険機構
及び
農水産業協同組合貯金保険機構
に対する立入検査。
  ロ 生命保険募集人及び損害保険代理店に対する検査。
  ハ 損害保険料率算出団体に対する立入検査。
  ニ 
貸金業者
及び
全国貸金業協会連合会
に対する立入検査。
  ホ 
抵当証券業者
、抵当証券保管機構及び抵当証券業協会に対する立入検査。
  ヘ 
金融先物取引所
及びその会員、
金融先物取引業者
並びに金融先物取引業協会に対する立入検査。
  ト 前払式証票（
前払式証票の規制等に関する法律
（平成元年法律第92号）の適用を受ける前払式証票をいう。第10条第1項第18号及び第69条第1項第13号において同じ。）の第三者型発行者（同法第2条第7項に規定する第三者型発行者をいう。）に対する立入検査。
  チ 商品投資販売業者に対する立入検査。
  リ 特定債権等譲受業者及び小口債権販売業者に対する立入検査。
  ヌ 
不動産特定共同事業者
に対する立入検査 。
 三 所掌事務に係る
外国為替及び外国貿易管理法
（昭和24年法律第228号）に基づく検査。
```

## 部長
| 氏名     | 就任年月日    |
| -------- | ------------- |
| 井坂武彦 | 1992年7月20日 |
| 岡田康彦 | 1993年7月13日 |
| 山本孝之 | 1994年7月1日  |
| 中川隆進 | 1995年5月26日 |
| 原口恒和 | 1997年7月13日 |